# Oleksa Dovbuș

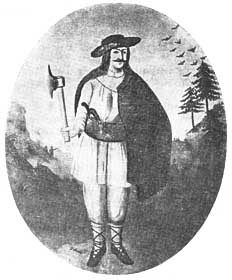
Portretul lui Oleksa Dovbuș

Oleksa Dovbuș (în ucraineană Олекса Довбуш, în poloneză Aleksy Dobosz; n. 1700, Peczeniżyn, voievodatul Ruteniei⁠(d), Coroana Regatului Poloniei⁠(d), Polonia-Lituania – d. 24 august/4 septembrie 1745, Kosmacz, voievodatul Ruteniei⁠(d), Coroana Regatului Poloniei⁠(d), Polonia-Lituania) a fost un faimos haiduc huțul din Uniunea statală polono-lituaniană, conducător al mișcării insurgente țărănești oprișki⁠(d), care a devenit un erou popular⁠(d).

## Biografie
Oleksa Dovbuș s-a născut la începutul secolului al XVIII-lea în satul huțul Pecenijîn din Uniunea statală polono-lituaniană (azi în raionul Colomeea din regiunea Ivano-Frankivsk a Ucrainei), care se află geografic în regiunea nordică a Munților Carpați. El a devenit conducătorul unei cete de haiduci formate din aproape 50 de membri (leheni). Tradiția populară îl înfățișează ca un protector al populației sărace din regiune. S-au păstrat puține referințe scrise cu privire la el și la activitățile sale.
Numeroasele cântece populare și cele câteva legende în proză care s-au mai păstrat încă în Ciscarpatia⁠(d) îl prezintă ca un erou local care îi jefuia pe cei bogați și îi ajuta pe țăranii iobagi săraci, la fel ca legendarul Robin Hood. Se crede că ascunzătoarea sa era situată în apropierea orașului Bolehiv din regiunea Ivano-Frankivsk. Acolo se află un complex de stânci numit Stâncile lui Dovbuș⁠(d), care a fost nominalizat pentru lista celor șapte minuni istorice și pentru lista celor șapte minuni naturale ale Ucrainei. Faptele lui Dovbuș au devenit atât de cunoscute și de admirate încât legenda sa s-a răspândit dincolo de regiunea huțulilor până în regiunile vecine Pocuția și Podolia din vestul Ucrainei. El a fost temut de șleahta poloneză (nobilimea proprietară de pământ). O expediție militară de 2.000 de soldați, condusă de magnatul⁠(d) polonez Józef Potocki⁠(d), a fost trimisă la un moment dat pentru a înăbuși acțiunile insurgente pe care le comanda. Cu toate acestea, el nu a putut fi capturat. În cele din urmă, Dovbuș a fost împușcat și rănit mortal în anul 1745 de un huțul pe nume Ștefan, soțul iubitei sale, Dzvinka.
Potrivit unei legende hasidice, Dovbuș s-a ascuns la un moment dat în casa lui Baal Șem Tov și i-a dăruit pipa lui în semn de prietenie.

## Moștenire

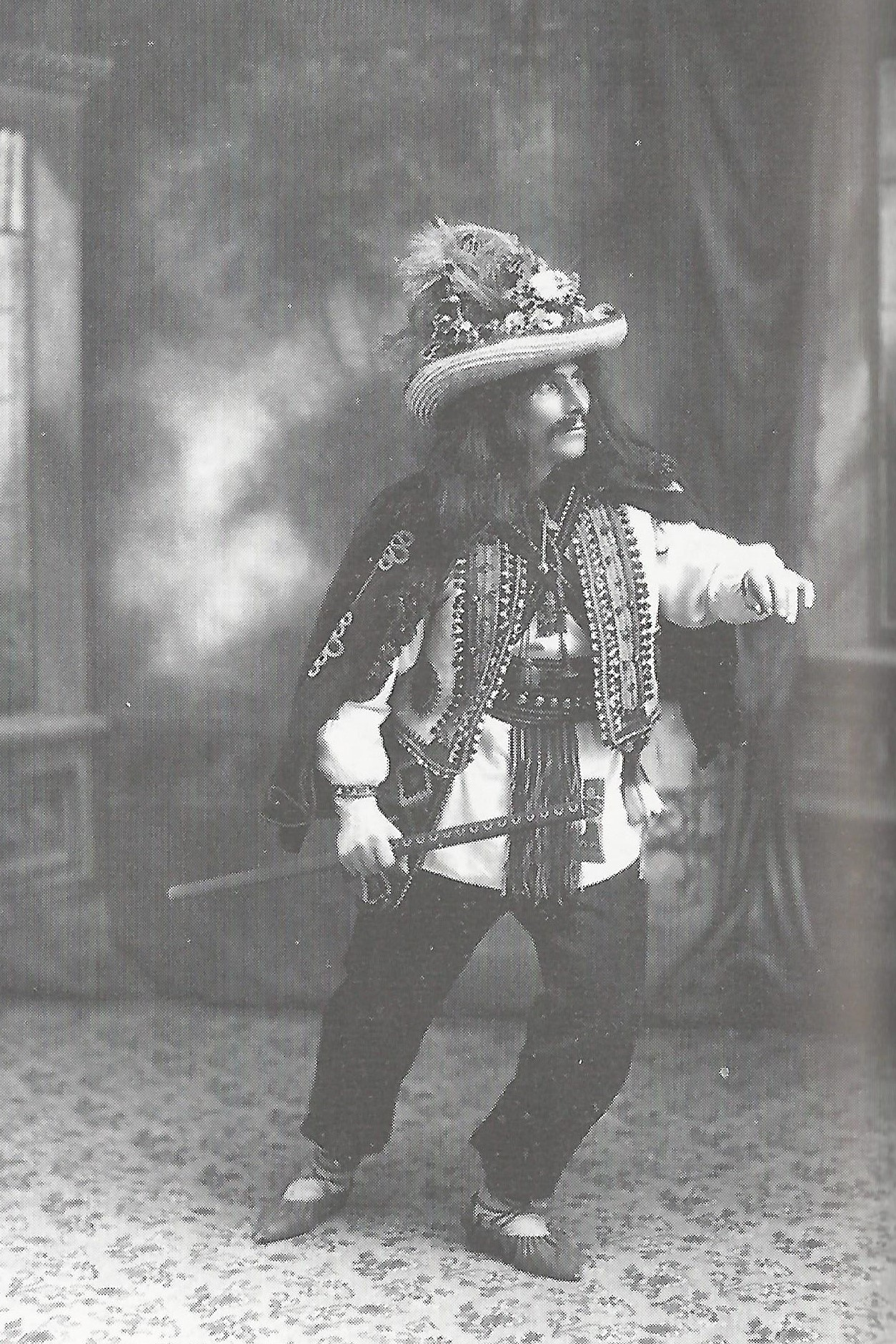
jucând dansul „Dovbuș”.

După moartea sa, amintirea faptelor sale a fost perpetuată și extinsă de câțiva dintre tovarășii săi și/sau de unii oameni care l-au idolatrizat: Vasîl Baiurak⁠(d) (o placă memorială care menționează execuția sa este amplasată în orașul Ivano-Frankivsk), Maksîm Zalizneak⁠(d), Ustîm Karmaliuk⁠(d) și mulți alții.
Legenda sa a intrat în folclorul ucrainean și a făcut obiectul mai multor creații artistice realizate, printre alții, de scriitorii Ivan Franko și Iuri Fedkovîci. Au fost produse câteva film despre viața și acțiunile sale și există în prezent mai multe străzi și locuri care poartă numele lui.
Coregraful ucrainean Vasîl Avramenko⁠(d) a creat un dans numit „Dovbuș”.